# Раян Ньямбе
Раян Ньямбе (англ. Ryan Nyambe, нар. 4 грудня 1997, Катіма-Муліло) — намібійський футболіст, захисник клубу «Дербі Каунті».
Виступав, зокрема, за клуби «Блекберн Роверз» та «Віган Атлетік», а також національну збірну Намібії.

## Клубна кар'єра
Народився 4 грудня 1997 року в місті Катіма-Муліло. Вихованець футбольної школи клубу «Блекберн Роверз». Дорослу футбольну кар'єру розпочав 2015 року в основній команді того ж клубу.

## Виступи за збірну
У 2019 році дебютував в офіційних матчах у складі національної збірної Намібії.
У складі збірної — учасником Кубка африканських націй 2019 року в Єгипті.
| Дата       | Місто        | Господарі        | Результат | Гості       | Турнір                                        | Голи | Примітки |
| ---------- | ------------ | ---------------- | --------- | ----------- | --------------------------------------------- | ---- | -------- |
| 9-6-2019   | Дубай        | Гана             | 0 – 1     | Намібія     | товариський матч                              | -    |          |
| 23-6-2019  | Каїр         | Марокко          | 1 – 0     | Намібія     | Кубок африканських націй 2019 - груповий етап | -    |          |
| 28-6-2019  | Каїр         | ПАР              | 1 – 0     | Намібія     | Кубок африканських націй 2019 - груповий етап | -    |          |
| 1-7-2019   | Каїр         | Намібія          | 1 – 4     | Кот-д'Івуар | Кубок африканських націй 2019 - груповий етап | -    |          |
| 13-11-2019 | Віндгук      | Намібія          | 2 – 1     | Чад         | Відбір до Кубка африканських націй 2021       | -    |          |
| 17-11-2019 | Конакрі      | Гвінея           | 2 – 0     | Намібія     | Відбір до Кубка африканських націй 2021       | -    |          |
| 13-11-2020 | Бамако       | Малі             | 1 – 0     | Намібія     | Відбір до Кубка африканських націй 2021       | -    |          |
| 11-11-2021 | Браззавіль   | Республіка Конго | 1 – 1     | Намібія     | Відбір до ЧС 2022                             | -    |          |
| 15-11-2021 | Совето       | Намібія          | 0 – 1     | Того        | Відбір до ЧС 2022                             | -    |          |
| 24-3-2023  | Яунде        | Камерун          | 1 – 1     | Намібія     | Відбір до Кубка африканських націй 2023       | -    |          |
| 28-3-2023  | Совето       | Намібія          | 2 – 1     | Камерун     | Відбір до Кубка африканських націй 2023       | -    |          |
| 20-6-2023  | Дар-ес-Салам | Бурунді          | 3 – 2     | Намібія     | Відбір до Кубка африканських націй 2023       | -    | 67'      |
| Усього     |              | Матчів           | 12        |             | Голів                                         | 0    |          |